# Nørre Alslev Kirke
Nørre Alslev Kirke er en kirke i Nørre Alslev på det nordlige Falster.
Kirkens skib og kor er i gotisk stil (1300-tallet), mens våbenhus og tårn er fra den sene middelalder.
Kalkmalerierne i kirken tilskrives Elmelundemesteren, der har dekoreret flere andre kirker i lokalområdet.
- Alter
- Prædikestol
- Orgel